# Economia de Jersey
L'economia de Jersey es basa en els serveis financers, el turisme, el comerç electrònic i l'agricultura, els serveis financers contribueixen aproximadament el 60% de l'economia de l'illa. Jersey és reconeguda com un dels principals centres financers extraterritorials.
Al juny de 2005 Jersey va presentar els Estats de la Competència, amb la finalitat de regular la competència i estimular el creixement econòmic. Aquest dret de la competència es basarà en el d'altres jurisdiccions.
A més de la seva banca i bases de finançament, jersei també depèn del turisme. En 2006 va haver-hi 729.000 visitants (un 3% mes que l'any anterior), però la despesa total de visitants va augmentar tan sols un 1%. Hi ha disponibles mercaderies lliures d'impostos per a la compra dels viatges cap a i des de l'illa.
Els principals productes agrícoles són les patates i els productes làctics. La font de llet de bestiar de Jersey és una petita raça de vaca que també s'ha reconegut (encara que no de forma generalitzada) per la qualitat de la seva carn. En petita escala la producció de carn orgànica s'ha tornat a introduir en un esforç per diversificar la indústria.